# Dračinec dračí
Dračinec dračí (Dracaena draco L.) je strom z čeledi chřestovitých. Je to endemit Kanárských ostrovů a Madeiry. Nedávno objevený poddruh Dracaena draco subsp. ajga se vyskytuje v Maroku. Spolu s pěnkavou kanárskou je přírodním symbolem ostrova Tenerife. Největším dračincem je přes 17 m vysoký strom zvaný El drago milenario (Tisíciletý drak) v Icod de los Vinos na severozápadě kanárského ostrova Tenerife.

## Popis
Strom může dosáhnout výšky až 20 metrů, ale jeho růst je velmi pomalý. Desetileté exempláře dorůstají do výšky asi 1 metr. Korunu tvoří deštníkovitě uspořádané větve. Dřevo dračince nevytváří klasické letokruhy. Stáří stromu se odhaduje dle rozložení větví.

## Název
Pro druh Dracaena draco jsou používána synonyma „Draco arbor, Asparagus draco, Palma draco, Yucca draco“ a další. V českém jazyce se běžně používají tato:
- Dračinec obrovský
- Dračinec obrovitý
- Dračinec obecný

## Využití
Z poraněných dřevnatých částí stromu vytéká červenohnědá pryskyřice zvaná též „dračí krev“. Pryskyřice se používá v léčitelství. Dále je používána jako barvivo nebo jako složka laků, jež se užívají k výrobě hudebních nástrojů. Lak z dračince byl použit i při výrobě houslí stradivárek.

## Pěstování
Druh  Dracaena draco je pěstován jako okrasný strom v parcích, zahradách, a xerofytních úpravách v projektech udržitelné krajiny. Druh získal ocenění Award of Garden Merit zahradnické společnosti Royal Horticultural Society.